# Product (band)
Product is een Amerikaanse muziekgroep, die progressieve rock speelt. De band wordt gevormd door Arman Christoff Boyles en Scott Rader.
Boyles en Rader spelen al sinds de jaren 90 samen met allerlei andere musici. Het uiteindelijke resultaat komt pas in 1999 als zij onder de naam Product de studios in Aptos (Californië) in gaan om hun eerste album op te nemen. On Water is de start van een tetralogie over de vier klassieke elementen, water, lucht, vuur en aarde. De vier albums zijn conceptalbums en tezamen vormen deze weer een conceptalbum. De muziek op de albums wordt omschreven als een mix van Pink Floyd en de sombere kanten van Marillion. Ook invloeden van King Crimson en Porcupine Tree zijn hoorbaar.

## Discografie
- 2000: On Water
- 2003: Aire
- 2005: The Fire
- 2008: Earth